# Micrasema anatolicum
Micrasema anatolicum är en nattsländeart som beskrevs av Lazar Botosaneanu 1974. Micrasema anatolicum ingår i släktet Micrasema och familjen bäcknattsländor. Inga underarter finns listade i Catalogue of Life.